# Borba de Montanha

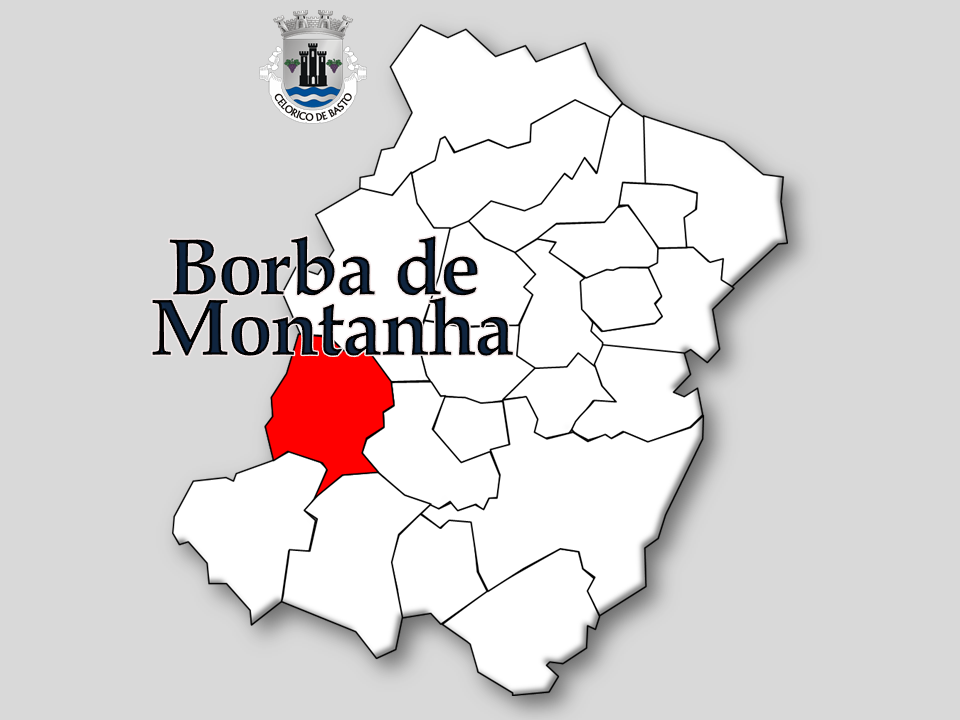
Localização da Freguesia de Borba de Montanha no Município de Celorico de Basto

Borba de Montanha é uma povoação portuguesa sede da Freguesia de Borba de Montanha do Município de Celorico de Basto, freguesia com 10,89 km² de área e 1116 habitantes (censo de 2021), tendo, por isso, uma densidade populacional de 102,5 hab./km².
Além da sede, a Freguesia de Borba de Montanha conta com os seguintes lugares principais: Afães, Alvarães, Barrega, Bouça, Cabanelas, Carreiras, Combro de Quintela, Casais, Castanheira, Codeçais, Combros, Cruzinha, Eido, Igreja, Lages, Lama, Lameiros, Mondrões, Moinhos, Murgido, Picouto, Porçã, Portela, Preza, Quintela, Redondo, Ribeira, Residência e Vilar.

## Demografia
A população registada nos censos foi:
| Distribuição da População por Grupos Etários | Distribuição da População por Grupos Etários | Distribuição da População por Grupos Etários | Distribuição da População por Grupos Etários | Distribuição da População por Grupos Etários |
| -------------------------------------------- | -------------------------------------------- | -------------------------------------------- | -------------------------------------------- | -------------------------------------------- |
| Ano                                          | 0-14 Anos                                    | 15-24 Anos                                   | 25-64 Anos                                   | > 65 Anos                                    |
| 2001                                         | 267                                          | 223                                          | 539                                          | 226                                          |
| 2011                                         | 220                                          | 172                                          | 638                                          | 264                                          |
| 2021                                         | 130                                          | 133                                          | 547                                          | 306                                          |

## Património
- Igreja Paroquial de Borba de Montanha
- Capela de Santo António
- Capela de Santo Amaro
- Lar Papa Bento XVI